# Saccharina japonica
Espèce
Synonymes
- Laminaria fragilis Miyabe, 1902[2]
- Laminaria japonica f. typica Okamura, 1896[2]
- Laminaria japonica var. ochotensis (Miyabe) Okamura, 1936[2]
- Laminaria japonica Areschoug, 1851[2] [3]
- Laminaria ochotensis Miyabe, 1902[2]

Saccharina japonica (Dasima 다시마 en coréen et  kombu en japonais) est une espèce d’algues brunes marines de la famille des Laminariaceae. 
C’est une algue qui est majoritairement cultivée en Chine, au Japon, et en Corée du Sud,. C’est une des espèces qui sont commercialisées sous le nom de konbu.
L'espèce fut rangée sous le genre Saccharina en 2006 : elle était rangée sous le genre Laminaria auparavant.

## Liste des formes et variétés
Selon World Register of Marine Species (16 août 2017) :
- variété Saccharina japonica var. diabolica (Miyabe) N.Yotsukura, S.Kawashima, T.Kawai, T.Abe & L.D.Druehl, 2008
- variété Saccharina japonica var. ochotensis (Miyabe) N.Yotsukura, S.Kawashima, T.Kawai, T.Abe & L.D.Druehl, 2008
- variété Saccharina japonica var. religiosa (Miyabe) N.Yotsukura, S.Kawashima, T.Kawai, T.Abe & L.D.Druehl, 2008
- forme Saccharina japonica f. diabolica (Miyabe) Selivanova, Zhigadlova & G.I.Hansen, 2007
- forme Saccharina japonica f. longipes (Miyabe) Selivanova, Zhigadlova & G.I.Hansen, 2007